# Bytów
Bytów (kasjubisk: Bëtowò, tysk: Bütow) er en gammel by i det sydlige Polen i voivodskabet pommern i regionen Kashubien. Bytóws indbyggeretal er 16.888. (2004)
Bytów nævnes første gang i 1113. I 1329 blev byen solgt til Den Tyske Orden og i 1346 fik Bytów byrettigheder. Borgen blev opført af Den Tyske Orden 1399-1405.